# Newtonovi zakoni gibanja
Newtonovi zakóni [njútnovi ~] so trije zakoni, s katerimi je angleški fizik Isaac Newton opisal gibanje teles. Predstavljajo temelj dinamike in klasične mehanike.
Newton je zakone prvič formuliral v svojem znanem delu Matematična načela naravoslovja (Philosophiae naturalis principia mathematica), ki je izšlo leta 1687. Z orodji matematične analize, ki jih je razvil, ter s splošnim zakonom težnosti je Newton pojasnil Keplerjeve zakone gibanja planetov. Newtonove zakone je leta 1916 Albert Einstein s splošno teorijo relativnosti razširil na zelo velike hitrosti in močna polja.
Newtonovi zakoni gibanja so:  
1. Če telo miruje ali se giblje premo enakomerno, nanj ne deluje nobena sila ali pa je vsota vseh sil, ki delujejo nanj enaka nič.
2. Pospešek telesa je premo sorazmeren z rezultanto sil na telo in obratno sorazmeren z maso telesa.
3. Če prvo telo deluje na drugo telo s silo, deluje to na prvo z enako veliko, a nasprotno usmerjeno silo (akcija reakcija).

## Prvi Newtonov zakon
Prvi Newtonov zakon se včasih imenuje tudi zakon o vztrajnosti. Slednjega je prvi zapisal že Galileo Galilei, v svoji knjigi Dialogi, a ga je Newton umestil v širši kontekst mehanike. Galileo je trdil, da obstajata dve vrst gibanj: popolno in nepopolno. Pri popolnem gibanju na telo ne deluje nobena zunanja sila in je zato takšno gibanje premočrtno ali mirujoče; pri nepopolnem gibanju deluje na telo druga, zunanja sila. S tem sta Galilei in Newton ovrgla trditve Aristotela. 
Iz tega sledi, da je premo enakomerno gibanje edino nepospešeno gibanje, mirovanje pa je poseben primer premo enakomernega gibanja. Zakon se lahko splošneje formulira tako, da se telo giblje premo enakomerno, če je vsota vseh sil, ki deluje na telo, enaka nič.
Ta zakon implicira, da na planete, ki krožijo okrog Sonca, deluje neka sila, saj je enakomerno kroženje pospešeno in ne premo gibanje. 
Ta problem je Newton rešil za Zemljo, kjer je podal popoln zakon, popolno enačbo in je uspel točno določiti in opisati silo, ki jo povzroča Zemlja. Prav to je bil Newtonov največji doprinos in se danes imenuje drugi Newtonov zakon.

## Drugi Newtonov zakon
Najpomembnejši od treh zakonov se pogosto imenuje kar Newtonov zakon. Zapiše se ga z enačbo:
{\displaystyle {\vec {\mathbf {F} }}=m{\vec {\mathbf {a} }}\!\,.}
Pri tem je {\displaystyle {\vec {\mathbf {F} }}} sila, ki deluje na telo z maso m. Pod vplivom te sile se telo giblje s pospeškom {\displaystyle {\vec {\mathbf {a} }}}. Sila in pospešek sta vektorja - pospešek ima smer sile.
Newton je prvotno formuliral silo kot spremembo gibalne količine v danem času:
{\displaystyle {\vec {\mathbf {F} }}(t)=\lim _{\Delta t\rightarrow 0}{\frac {{\vec {\mathbf {G} }}(t+\Delta t)-{\vec {\mathbf {G} }}(t)}{\Delta t}}={\frac {\mathrm {d} {\vec {\mathbf {G} }}}{\mathrm {d} t}}\!\,.}
Od tod se lahko izvede prva oblika, če se vstavi {\displaystyle {\vec {\mathbf {G} }}=m{\vec {\mathbf {v} }}} in se masa m s časom ne spreminja.
Že zgoraj je bilo navedeno, da je Newton podal vse enačbe, s katerimi je možno opisati gibanje planetov in v primeru Zemlje je podal celoten zakon. Ni pa mu uspelo na splošno določiti in opisati sil, ki delujejo med telesi (z določeno maso) v prostoru. A vendarle je bil prepričan, da drži načelo, po katerem je akcija enaka reakciji. Danes se to načelo imenuje tretji Newtonov zakon.

## Tretji Newtonov zakon
Znan je tudi kot zakon o vzajemnem učinku ali zakon o akciji in reakciji.
Delovanje zakona si najlažje predstavimo z dvema drsalcema na ledu. Če prvi drsalec odrine drugega in s tem deluje nanj z določeno silo, bo tudi drugi drsalec deloval na prvega z enako, a nasprotno silo. Čeprav sta sili enaki, pa drsalca ob tem nimata nujno enakega pospeška. saj je pospešek vsakega drsalca (po drugem Newtonovem zakonu) obratno sorazmeren njegovi masi.
Pomembno je, da se zavedamo, da sila in nasprotna sila ne delujeta na isto telo. Kot primer nepravilnega razumevanja tretjega Newtonovega zakona vzemimo knjigo, ki leži na mizi. Ker Zemlja privlači knjigo, je nasprotna sila v smislu tretjega Newtonovega zakona sila, s katero knjiga privlači Zemljo. Razlage, da je nasprotna sila sila, s katero miza deluje na knjigo, niso pravilne: tretji Newtonov zakon velja tudi, kadar mize ni, tako da rezultanta sil na knjigo ni enaka nič in knjiga ne miruje, temveč pospešeno pada proti Zemlji. Ker zaradi tretjega Newtonovega zakona tudi knjiga privlači Zemljo, se le-ta pospešeno giba proti knjigi, vendar je pospešek (zaradi drugega Newtonovega zakona) obratno sorazmeren masi Zemlje in zato zanemarljiv.